# 艾潔妮絲·迪恩
艾潔妮絲·迪恩（1983年2月16日—），英國模特兒及歌手，曾是著名品牌Giorgio Armani及Burberry的寵兒。她被喻為「時裝界的下一位超級名模」
。

## 模特兒事業

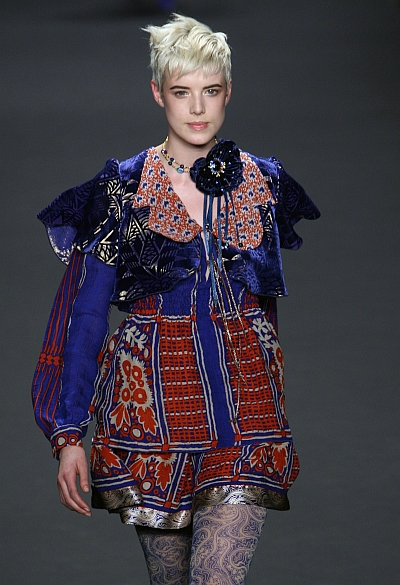
2008年2月，艾潔妮絲於Anna Sui的時裝秀

艾潔妮絲為近幾年崛起的超模之一，強烈的穿著特色，一頭時常變換顏色的大膽短髮與孩子氣的外貌，使她一夕爆紅。常有人以「凱特·摩絲的接班人」來比喻她。Henry Holland為艾潔妮絲的兒時玩伴，Holland近來推出自己的品牌，艾潔妮絲二話不說義氣相挺，為他的品牌House of Holland拍攝目錄，並且穿著Holland的slogan T出席各場合，造成一股slogan T熱潮。Agyness為Burberry與Armani的廣告常客，最近幾季的Armani廣告皆邀她代言。而與她有血緣關係的Burberry甚至找她替該牌新推出的香水「THE BEAT」拍攝電視廣告。

## 歌手事業
艾潔妮絲於Five O'Clock Heroes的單曲〈Who〉中初次獻唱，還在他們的MV客串演出。這首單曲只被英國音樂雜誌《NME》評為2/10分。另外，這首單曲在英國音樂排行榜排第109位。

## 個人生活
艾潔妮絲曾與英國搖滾樂隊The Paddingtons成員Josh Hubbard約會近4年。她亦曾與紐約搖滾樂隊The Strokes成員Albert Hammond, Jr.約會近1年但在2009年頭結束戀情。
她最近從倫敦搬遷到紐約居住。
2012年6月，艾潔妮絲與美國男演員吉奧瓦尼·瑞比西在美國洛杉磯秘密結婚。於2015年離婚。

## 經紀公司
- Models 1（倫敦）
- Elite Model Management（紐約）
- Why Not Model Agency（米蘭）
- Oui Management（巴黎）

## 外部連結
- Agyness Deyn於模特兒目錄（Fashion Model Directory）的相關資料
- Agyness Deyn在互联网电影资料库（IMDb）上的資料（英文）